# الدوري الأوكراني الممتاز 2019–20
الدوري الأوكراني الممتاز 2019–20 . أقيم خلال الفترة 28 يوليو 2019 وحتى مايو 2020، وأشرف على تنظيمه اتحاد أوكرانيا لكرة القدم، وكان عدد الأندية المشاركة فيه  12.